# Nutrend
Nutrend D.S., a.s. je český výrobce sportovních doplňků výživy a potravin, který na českém trhu působí od roku 1993. Zaměstnává téměř 250 zaměstnanců, a své produkty vyváží do téměř 60 zemí světa.
V roce 2011 firma obohatila svoje portfolio o zdroj artéské vody Horský pramen z podhůří Hrubého Jeseníku, který vyvěrá v hloubce 170 metrů. Tato voda se používá nejen pro výrobu, ale také je dále prodávána pod značkou Nartes.
Výrobní a skladovací haly společnosti Nutrend mají rozlohu 16 500 m². Výroba se dělí do tří částí: tekutá, sypká a tyčinková výroba. V roce 2016 se začalo se stavbou nové výrobní haly.
Součástí olomouckého sídla firmy je i školící centrum s kapacitou 100-130 míst. Těchto 5-6 oddělených klimatizovaných místností se nachází v nové administrativní budově. Školící centrum získalo první místo v kategorii „školicí střediska“ v soutěži Podnikatelský projekt roku 2013, vyhlašované Ministerstvem průmyslu a obchodu a agenturou Czechinvest.
V roce 2018 byl v areálu Nutrendu otevřen Nutrend World.